# Compsodrillia excentrica
Compsodrillia excentrica é uma espécie de gastrópode do gênero Compsodrillia, pertencente à família Pseudomelatomidae.